# Praktische Theologie (Zeitschrift)
Die Praktische Theologie (Untertitel: Zeitschrift für Praxis und Kirche, Gesellschaft und Kultur; abgekürzt PrTh) ist eine Zeitschrift für Personen, die im Pfarramt, Ausbildung, Schule, Erwachsenenbildung oder im sozialen Bereich tätig sind. 
Sie behandelt Themen aus den Feldern Religion und Gesellschaft; konkrete Problembereiche aus den genannten Arbeitsfeldern sowie human- und sozialwissenschaftliche Themen, die für eine Gestaltung der Praxis von Bedeutung sind.
Jedes Heft enthält ein zentrales Thema mit Erfahrungen, Berichten und praktisch-theologischen sowie sozialwissenschaftlichen Analysen verschiedener Aspekte des Themas. Historische Hintergrundinformationen und Rezensionen und Literaturberichte vervollständigen jede Einzelausgabe.
Die Zeitschrift wurde 1966 von dem Mainzer Theologieprofessor Gert Otto unter dem Namen Theologia Practica (Untertitel: Zeitschrift für Praktische Theologie und Religionspädagogik) gegründet und erschien seit April 1966 im Hamburger Furche-Verlag. Die Zeitschrift kündigte eine Zusammenarbeit mit der US-amerikanischen Zeitschrift Religious Education und der holländischen Zeitschrift Wending an. Es sei zu erwarten, dass die Zeitschrift „innerhalb der theologischen Zeitschriften bald einen wichtigen Platz einnehmen wird“, schrieb die Neue Zürcher Zeitung. Später erschien die Zeitschrift im Christian Kaiser Verlag. Mit dem Übergang dieses Verlags zum Gütersloher Verlagshaus 1994 wurde der Name in den jetzigen geändert.
Herausgeber sind (Stand Juni 2024): Tobias Braune-Krickau, Kristian Fechtner, Jan Hermelink, David Plüss, Uta Pohl-Patalong, Claudia Schulz und Christopher Zarnow.